# Атанас Хаджипопов
Атанас Петров Хаджипопов (изписване до 1945 година: Атанасъ х. Поповъ) е български общественик и политик от първата половина на XX век. Народен представител в XIX (1920 – 1923) и в XXIII обикновено народно събрание (1931 – 1934). Убит след Деветосептемврийския преврат без съд и присъда.

## Биография
Роден е на 12 май 1884 година в село Черешница, Мелнишка каза. Учи в родното си място, а след това в Солунската българска мъжка гимназия. Завършва висше образование в Загреб, специалност „Фармация“. Оженва се и има три деца – Надежда (р. 1911), Вяра (р. 1913) и Любен (р. 1918). Атанас Хаджипопов участва в Македоно-одринското опълчение, в четата на Яне Сандански, 2-ра рота на 14-а воденска дружина.
Семейството се премества от Мелник в село Свети Врач (сега град Сандански) в 1920 година.
През 1922 година Атанас Хаджипопов става народен представител в XIX обикновено народно събрание. След това е кмет на Свети Врач (1924 – 1926). От 1931 година е народен представител в XXIII обикновено народно събрание. От 1939 до края на 1943 година е секретар-касиер на светиврачката земеделска и стопанска кооперация „Свети Врач“.
След Деветосептемврийския преврат е арестуван в края на 1944 година. Измъчван е и е убит в нощта срещу 15 февруари 1945 година, но официалната версия е самоубийство. На 26 март 1945 година той е осъден, макар че се води починал, за да се изземе имуществото му („недвижимия му имот с изключение на къщата, в която живее семейството му“).